# Supercopa de España
Supercopa de España nogometni je superkup Španjolske.
Od sezone 2019./20., susreću se četiri momčadi: prvak i doprvak La Lige te osvajač i finalist Copa del Reya (Kupa kralja), a prethodno su se za pehar borili prvak lige i osvajač kupa, odnosno finalist kupa ako bi ista momčad osvojila i prvenstvo i kup.

## Povijest natjecanja
Natjecanje je osnovano 1982. Međutim, u povijesti španjolskog nogometa već su postojala slična natjecanja u organizaciji Španjolskog nogometnog saveza. Tako se natjecanja poput Kup prvaka Španjolske, Kup predsjednika FEF-a, Zlatni kup Argentine, odnosno Kup Eve Duarte smatraju prethodnicima Supercope.

### Prethodnici superkupa
|              | Pobjednik       | Osvajač           | Finalist        | Osvajač                         | Rezultat | Naziv natjecanja            |
| ------------ | --------------- | ----------------- | --------------- | ------------------------------- | -------- | --------------------------- |
| 1940.        | Atlético Madrid | La Liga 1939./40. | RCD Español     | Copa del Generalísimo 1940.     | 3:3, 7:1 | Copa de Campeones de España |
| 1941. (1947) | Atlético Madrid | La Liga 1940./41. | Valencia        | Copa del Generalísimo 1941.     | 4:0      | Copa Presidente FEF         |
| 1945.        | Barcelona       | La Liga 1944./45. | Athletic Bilbao | Copa del Generalísimo 1944./45. | 5:4      | Copa de oro "Argentina"     |

#### Kup Eve Duarte
|       | Pobjednik       | Osvajač                         | Finalist                                       | Osvajač                                        | Rezultat                                       |
| ----- | --------------- | ------------------------------- | ---------------------------------------------- | ---------------------------------------------- | ---------------------------------------------- |
| 1947. | Real Madrid     | Copa del Generalísimo 1947.     | Valencia                                       | La Liga 1946./47.                              | 3:1                                            |
| 1948. | Barcelona       | La Liga 1947./48.               | Sevilla                                        | Copa del Generalísimo 1947./48.                | 1:0                                            |
| 1949. | Valencia        | Copa del Generalísimo 1948./49. | Barcelona                                      | La Liga 1948./49.                              | 7:4                                            |
| 1950. | Athletic Bilbao | Copa del Generalísimo 1949./50. | Atlético Madrid                                | La Liga 1949./50.                              | 5:5, 2:0                                       |
| 1951. | Atlético Madrid | La Liga 1950./51.               | Barcelona                                      | Copa del Generalísimo 1951.                    | 2:0                                            |
| 1952. | Barcelona       | 1951./52. Liga i Kup            | Titula dodijeljena zbog osvajanja lige i Kupa. | Titula dodijeljena zbog osvajanja lige i Kupa. | Titula dodijeljena zbog osvajanja lige i Kupa. |
| 1953. | Barcelona       | 1952./53. Liga i Kup            | Titula dodijeljena zbog osvajanja lige i Kupa. | Titula dodijeljena zbog osvajanja lige i Kupa. | Titula dodijeljena zbog osvajanja lige i Kupa. |

* Godine 1952. i 1953. trofej je dodijeljen Barceloni zbog osvajanja La Lige i Kupa.

## Popis utakmica superkupa
Izuzimajući 1983., 1988. i 1992., prva utakmica superkupa uvijek se prvo igrala na stadionu pobjednika Kupa. Utakmica superkupa 2018. prvi put u povijesti odigrana je izvan granica Španjolske te je odigrana samo jedna utakmica.
| #     | Pobjednik                                | Osvajač                                  | Finalist                                       | Osvajač                                        | Rezultat                                       |
| ----- | ---------------------------------------- | ---------------------------------------- | ---------------------------------------------- | ---------------------------------------------- | ---------------------------------------------- |
| 1982. | Real Sociedad                            | La Liga 1981./82.                        | Real Madrid                                    | Kup Kralja 1981./82.                           | 0:1, 4:0                                       |
| 1983. | Barcelona                                | Kup Kralja 1982./83.                     | Athletic Bilbao                                | La Liga 1982./83.                              | 3:1, 0:1                                       |
| 1984. | Athletic Bilbao                          | La Liga 1983./84. i Kup Kralja 1983./84. | Titula dodijeljena zbog osvajanja lige i Kupa. | Titula dodijeljena zbog osvajanja lige i Kupa. | Titula dodijeljena zbog osvajanja lige i Kupa. |
| 1985. | Atlético Madrid                          | Kup Kralja 1984./85.                     | Barcelona                                      | La Liga 1984./85.                              | 3:1, 0:1                                       |
| 1986. | Real Madrid i Zaragoza nisu igrali.      | Real Madrid i Zaragoza nisu igrali.      | Real Madrid i Zaragoza nisu igrali.            | Real Madrid i Zaragoza nisu igrali.            | Real Madrid i Zaragoza nisu igrali.            |
| 1987. | Real Madrid i Real Sociedad nisu igrali. | Real Madrid i Real Sociedad nisu igrali. | Real Madrid i Real Sociedad nisu igrali.       | Real Madrid i Real Sociedad nisu igrali.       | Real Madrid i Real Sociedad nisu igrali.       |
| 1988. | Real Madrid                              | La Liga 1987./88.                        | Barcelona                                      | Kup Kralja 1987./88.                           | 2:0, 1:2                                       |
| 1989. | Real Madrid                              | La Liga 1988./89. i Kup Kralja 1988./89. | Titula dodijeljena zbog osvajanja lige i Kupa. | Titula dodijeljena zbog osvajanja lige i Kupa. | Titula dodijeljena zbog osvajanja lige i Kupa. |
| 1990. | Real Madrid                              | La Liga 1989./90.                        | Barcelona                                      | Kup Kralja 1989./90.                           | 1:0, 4:1                                       |
| 1991. | Barcelona                                | La Liga 1990./91.                        | Atlético Madrid                                | Kup Kralja 1990./91.                           | 1:0, 1:1                                       |
| 1992. | Barcelona                                | La Liga 1991./92.                        | Atlético Madrid                                | Kup Kralja 1991./92.                           | 3:1, 2:1                                       |
| 1993. | Real Madrid                              | Kup Kralja 1992./93.                     | Barcelona                                      | La Liga 1992./93.                              | 3:1, 1:1                                       |
| 1994. | Barcelona                                | La Liga 1993./94.                        | Zaragoza                                       | Kup Kralja 1993./94.                           | 2:0, 4:5                                       |
| 1995. | Deportivo La Coruña                      | Kup Kralja 1994./95.                     | Real Madrid                                    | La Liga 1994./95.                              | 3:0, 2:1                                       |
| 1996. | Barcelona                                | Finalist Kupa 1995./96.                  | Atlético Madrid                                | Liga i Kup 1995./96.                           | 5:2, 1:3                                       |
| 1997. | Real Madrid                              | La Liga 1996./97.                        | Barcelona                                      | Kup Kralja 1996./97.                           | 1:2, 4:1                                       |
| 1998. | Mallorca                                 | Finalist Kupa 1997./98.                  | Barcelona                                      | Liga i Kup 1997./98.                           | 2:1, 1:0                                       |
| 1999. | Valencia                                 | Kup Kralja 1998./99.                     | Barcelona                                      | La Liga 1998./99.                              | 1:0, 3:3                                       |
| 2000. | Deportivo La Coruña                      | La Liga 1999./00.                        | Espanyol                                       | Kup Kralja 1999./00.                           | 0:0, 2:0                                       |
| 2001. | Real Madrid                              | La Liga 2000./01.                        | Zaragoza                                       | Kup Kralja 2000./01.                           | 1:1, 3:0                                       |
| 2002. | Deportivo La Coruña                      | Kup Kralja 2001./02.                     | Valencia                                       | La Liga 2001./02.                              | 3:0, 1:0                                       |
| 2003. | Real Madrid                              | La Liga 2002./03.                        | Mallorca                                       | Kup Kralja 2002./03.                           | 1:2, 3:0                                       |
| 2004. | Zaragoza                                 | Kup Kralja 2003./04.                     | Valencia                                       | La Liga 2003./04.                              | 0:1, 3:1                                       |
| 2005. | Barcelona                                | La Liga 2004./05.                        | Betis                                          | Kup Kralja 2004./05.                           | 3:0, 1:2                                       |
| 2006. | Barcelona                                | La Liga 2005./06.                        | Espanyol                                       | Kup Kralja 2005./06.                           | 1:0, 3:0                                       |
| 2007. | Sevilla                                  | Kup Kralja 2006./07.                     | Real Madrid                                    | La Liga 2006./07.                              | 1:0, 5:3                                       |
| 2008. | Real Madrid                              | La Liga 2007./08.                        | Valencia                                       | Kup Kralja 2007./08.                           | 2:3, 4:2                                       |
| 2009. | Barcelona                                | Liga i Kup 2008./09.                     | Athletic Bilbao                                | Finalist Kupa 2008./09.                        | 2:1, 3:0                                       |
| 2010. | Barcelona                                | La Liga 2009./10.                        | Sevilla                                        | Kup Kralja 2009./10.                           | 1:3, 4:0                                       |
| 2011. | Barcelona                                | La Liga 2010./11.                        | Real Madrid                                    | Kup Kralja 2010./11.                           | 2:2, 3:2                                       |
| 2012. | Real Madrid                              | La Liga 2011./12.                        | Barcelona                                      | Kup Kralja 2011./12.                           | 2:3, 2:1                                       |
| 2013. | Barcelona                                | La Liga 2012./13.                        | Atlético Madrid                                | Kup Kralja 2012./13.                           | 1:1, 0:0                                       |
| 2014. | Atlético Madrid                          | La Liga 2013./14.                        | Real Madrid                                    | Kup Kralja 2013./14.                           | 1:1, 1:0                                       |
| 2015. | Athletic Bilbao                          | Finalist Kupa 2014./15.                  | Barcelona                                      | La Liga 2014./15.                              | 4:0, 1:1                                       |
| 2016. | Barcelona                                | La Liga 2015./16.                        | Sevilla                                        | Finalist Kupa 2015./16.                        | 2:0, 3:0                                       |
| 2017. | Real Madrid                              | La Liga 2016./17.                        | Barcelona                                      | Kup Kralja 2016./17.                           | 3:1, 2:0                                       |
| 2018. | Barcelona                                | liga i kup 2017./18.                     | Sevilla                                        | Finalist Kupa 2017./18.                        | 2:1                                            |

### Format s četiri ekipe
| Godina | Osvajač                                                            | Rezultat               | Finalist                                         | Polufinalisti                                                 | Lokacija                                |
| ------ | ------------------------------------------------------------------ | ---------------------- | ------------------------------------------------ | ------------------------------------------------------------- | --------------------------------------- |
| 2020.  | Real Madrid (treći u La Ligi 2018./19.)                            | 0:0 (prod.) (4:1 pen.) | Atlético Madrid (viceprvak La Lige 2018./19.)    | Valencia (osvajač Kupa 2018./19.)                             | Sportski grad "Kralj Abdullah", Džeda   |
| 2020.  | Real Madrid (treći u La Ligi 2018./19.)                            | 0:0 (prod.) (4:1 pen.) | Atlético Madrid (viceprvak La Lige 2018./19.)    | Barcelona (prvak La Lige 2018./19. i finalist Kupa 2018./19.) | Sportski grad "Kralj Abdullah", Džeda   |
| 2021.  | Athletic Bilbao (finalist Kupa 2019./20.)                          | 3:2 (prod.)            | Barcelona (viceprvak La Lige 2019./20.)          | Real Sociedad (osvajač Kupa 2019./20.)                        | Estadio de La Cartuja, Sevilla          |
| 2021.  | Athletic Bilbao (finalist Kupa 2019./20.)                          | 3:2 (prod.)            | Barcelona (viceprvak La Lige 2019./20.)          | Real Madrid (prvak La Lige 2019./20.)                         | Estadio de La Cartuja, Sevilla          |
| 2022.  | Real Madrid (viceprvak La Lige 2020./21.)                          | 2:0                    | Athletic Bilbao (finalist Kupa kralja 2020./21.) | Barcelona (osvajač Kupa 2020./21.)                            | Međunarodni stadion "Kralj Fahd", Rijad |
| 2022.  | Real Madrid (viceprvak La Lige 2020./21.)                          | 2:0                    | Athletic Bilbao (finalist Kupa kralja 2020./21.) | Atlético Madrid (prvak La Lige 2020./21)                      | Međunarodni stadion "Kralj Fahd", Rijad |
| 2023.  | Barcelona (viceprvak La Lige 2021./22.)                            | 3:1                    | Real Madrid (prvak La Lige 2021./22.)            | Valencia (finalist Kupa 2021./22.)                            | Međunarodni stadion "Kralj Fahd", Rijad |
| 2023.  | Barcelona (viceprvak La Lige 2021./22.)                            | 3:1                    | Real Madrid (prvak La Lige 2021./22.)            | Real Betis (osvajač Kupa 2021./22.)                           | Međunarodni stadion "Kralj Fahd", Rijad |
| 2024.  | Real Madrid (osvajač Kupa 2022./23. i viceprvak La Lige 2022./23.) | 4:1                    | Barcelona (prvak La Lige 2022./23.)              | Atlético Madrid (treći u La Ligi 2022./23.)                   | Stadion KSU, Rijad                      |
| 2024.  | Real Madrid (osvajač Kupa 2022./23. i viceprvak La Lige 2022./23.) | 4:1                    | Barcelona (prvak La Lige 2022./23.)              | Osasuna (finalist Kupa 2022./23.)                             | Stadion KSU, Rijad                      |
| 2025.  | Barcelona (viceprvak La Lige 2023./24.)                            | 5:2                    | Real Madrid (prvak La Lige 2023./24.)            | Athletic Bilbao (osvajač Kupa 2023./24.)                      | Sportski grad "Kralj Abdullah", Džeda   |
| 2025.  | Barcelona (viceprvak La Lige 2023./24.)                            | 5:2                    | Real Madrid (prvak La Lige 2023./24.)            | Mallorca (finalist Kupa 2023./24.)                            | Sportski grad "Kralj Abdullah", Džeda   |

1. 1 2  Ishod finala Kupa kralja 2020. nije bio poznat u vrijeme održavanja Španjolskog superkupa 2020./21.; plasman u finale omogućio je da se oba kluba kvalificiraju za sudjelovanje u Superkupu.

## Osvajači
| Klub                | Osvajač | Finalist | Polufinalist | Titule                                                                                                  | Finala                                                                             | Polufinala   |
| ------------------- | ------- | -------- | ------------ | --- | ---------------------------------------------------------------------------------- | ------------ |
| Barcelona           | 15      | 12       | 2            | 1983., 1991., 1992., 1994., 1996., 2005., 2006., 2009., 2010., 2011., 2013., 2016., 2018., 2023., 2025. | 1985., 1988., 1990., 1993., 1997., 1998., 1999., 2012., 2015., 2017., 2021., 2024. | 2020., 2022. |
| Real Madrid         | 13      | 7        | 1            | 1988., 1989., 1990., 1993., 1997., 2001., 2003., 2008., 2012., 2017., 2020., 2022., 2024.               | 1982., 1995., 2007., 2011., 2014., 2023., 2025.                                    | 2021.        |
| Athletic Bilbao     | 3       | 3        | 1            | 1984., 2015., 2021.                                                                                     | 1983., 2009., 2022.                                                                | 2025.        |
| Deportivo La Coruña | 3       | –        | –            | 1995., 2000., 2002.                                                                                     | –                                                                                  | –            |
| Atlético Madrid     | 2       | 5        | 2            | 1985., 2014.                                                                                            | 1991., 1992., 1996., 2013., 2020.                                                  | 2022., 2024. |
| Valencia            | 1       | 3        | 2            | 1999.                                                                                                   | 2002., 2004., 2008.                                                                | 2020., 2023. |
| Sevilla             | 1       | 3        | –            | 2007.                                                                                                   | 2010., 2016., 2018.                                                                | –            |
| Zaragoza            | 1       | 2        | –            | 2004.                                                                                                   | 1994., 2001.                                                                       | –            |
| Mallorca            | 1       | 1        | 1            | 1998.                                                                                                   | 2003.                                                                              | 2025.        |
| Real Sociedad       | 1       | –        | 1            | 1982.                                                                                                   | –                                                                                  | 2021.        |
| Espanyol            | –       | 2        | –            | – | 2000., 2006.                                                                       | –            |
| Betis               | –       | 1        | 1            | – | 2005.                                                                              | 2023.        |
| Osasuna             | –       | –        | 1            | – | –                                                                                  | 2024.        |

## Vanjske poveznice
- Popis finala Španjolskskog superkupa, RSSSF
- Službena web-stranica Španjolskog nogometnog saveza

| Nogomet u Španjolskoj                                | Nogomet u Španjolskoj |
| ---------------------------------------------------- | --- |
|                                                      | |
| RFEF                                                 | |
|                                                      | |
| Reprezentacije                                       | Reprezentacija • U-21 |
|                                                      | |
| Ligaška natjecanja                                   | La Liga • Segunda División • Segunda División B (4 divizije) • Tercera División (18 divizija) • Divisiones Regionales • Division de Honor Juvenil (7 divizija) |
|                                                      | |
| Kup natjecanja                                       | Copa del Rey • Copa de la Liga • Supercopa de España • Copa Federación de España • Copa de Campeones Juvenil • Copa del Rey Juvenil                            |
|                                                      | |
| Ostalo                                               | Tablica La Lige svih vremena |
|                                                      | |
| Popis klubova • Popis nogometaša • Strani nogometaši | |

| Nogomet u Španjolskoj                                | Nogomet u Španjolskoj |
| ---------------------------------------------------- | --- |
|                                                      | |
| RFEF                                                 | |
|                                                      | |
| Reprezentacije                                       | Reprezentacija • U-21 |
|                                                      | |
| Ligaška natjecanja                                   | La Liga • Segunda División • Segunda División B (4 divizije) • Tercera División (18 divizija) • Divisiones Regionales • Division de Honor Juvenil (7 divizija) |
|                                                      | |
| Kup natjecanja                                       | Copa del Rey • Copa de la Liga • Supercopa de España • Copa Federación de España • Copa de Campeones Juvenil • Copa del Rey Juvenil                            |
|                                                      | |
| Ostalo                                               | Tablica La Lige svih vremena |
|                                                      | |
| Popis klubova • Popis nogometaša • Strani nogometaši | |